# Adama Guira
Adama Guira (* 24. April 1988 in Bobo-Dioulasso) ist ein ehemaliger Fußballspieler aus dem westafrikanischen Staat Burkina Faso.

## Vereinskarriere
Guira begann seine Karriere bei Racing Club Bobo-Dioulasso und spielt seit 2008 in unteren spanischen Ligen. Zur Saison 2010/2011 war er bei UD Logroñés unter Vertrag. Nach einem sechsmonatigen Intermezzo beim schwedischen Erstligisten Djurgårdens IF wechselte er im Januar 2012 nach Moldawien zum FC Dacia Chișinău.
Nach weiteren Stationen in Dänemark, Frankreich und Hongkong kehrte Guira 2021 nach Spanien zurück, wo er sich dem Viertligisten Racing Rioja anschloss. Im April 2022 verließ er Spanien und spielte bis Jahresende in China bei Qingdao Hainiu. Mit Beginn des Jahres 2023 setzte er seine Karriere bei Rioja fort.

## Nationalmannschaft
2010 gab Guira sein Debüt in der burkinischen Nationalmannschaft. Er nahm an den afrikanischen Kontinentalmeisterschaften 2015, 2017 und 2022 teil. 2015 blieb er im Turnierverlauf ohne Einsatz. Beim Turnier 2017 wurde er im Spiel um den 3. Platz, welches Burkina Faso mit 1:0 gegen Ghana gewann, in der 88. Spielminute beim Stand von 0:0 für Mannschaftskapitän Charles Kaboré eingewechselt. Beim Afrika-Cup 2022, den Burkina Faso mit Platz vier abschloss, wurde er in sechs von sieben Spielen eingesetzt.
Am 20. Dezember 2023 wurde er in den burkinischen Kader für den Afrika-Cup 2024 berufen.

## Erfolge
- Burkinischer Pokalsieger: 2007